# Luchthaven Antoine Simon
De Luchthaven Antoine Simon (Frans: Aéroport Antoine Simon) is qua passagiersaantal de vierde luchthaven van Haïti, gelegen bij de stad Les Cayes op het schiereiland Tiburon. Hij wordt vooral gebruikt voor binnenlandse vluchten naar Port-au-Prince. De luchthaven is genoemd naar de voormalige president Antoine Simon, die in Les Cayes geboren is.

## Luchtvaartmaatschappijen en bestemmingen
- Sunrise Airways - Port-au-Prince
- Tortug' Air - Port-au-Prince